# Biserica de lemn din Ștefănești, Târgu Cărbunești

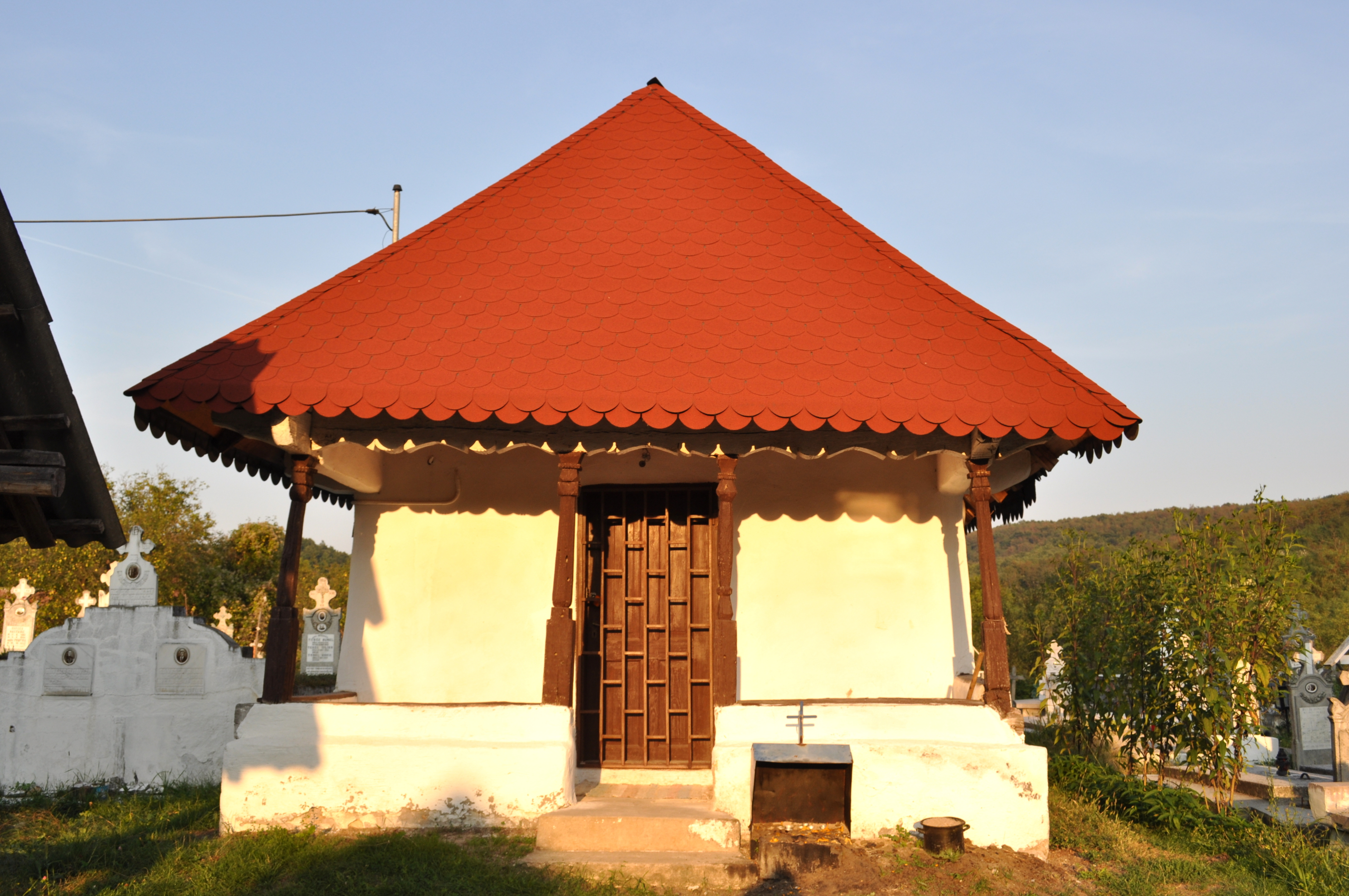
Biserica de lemn „Sfântul Nicolae” din satul Ștefănești, oraș Târgu Cărbunești, județul Gorj, foto: august 2015.

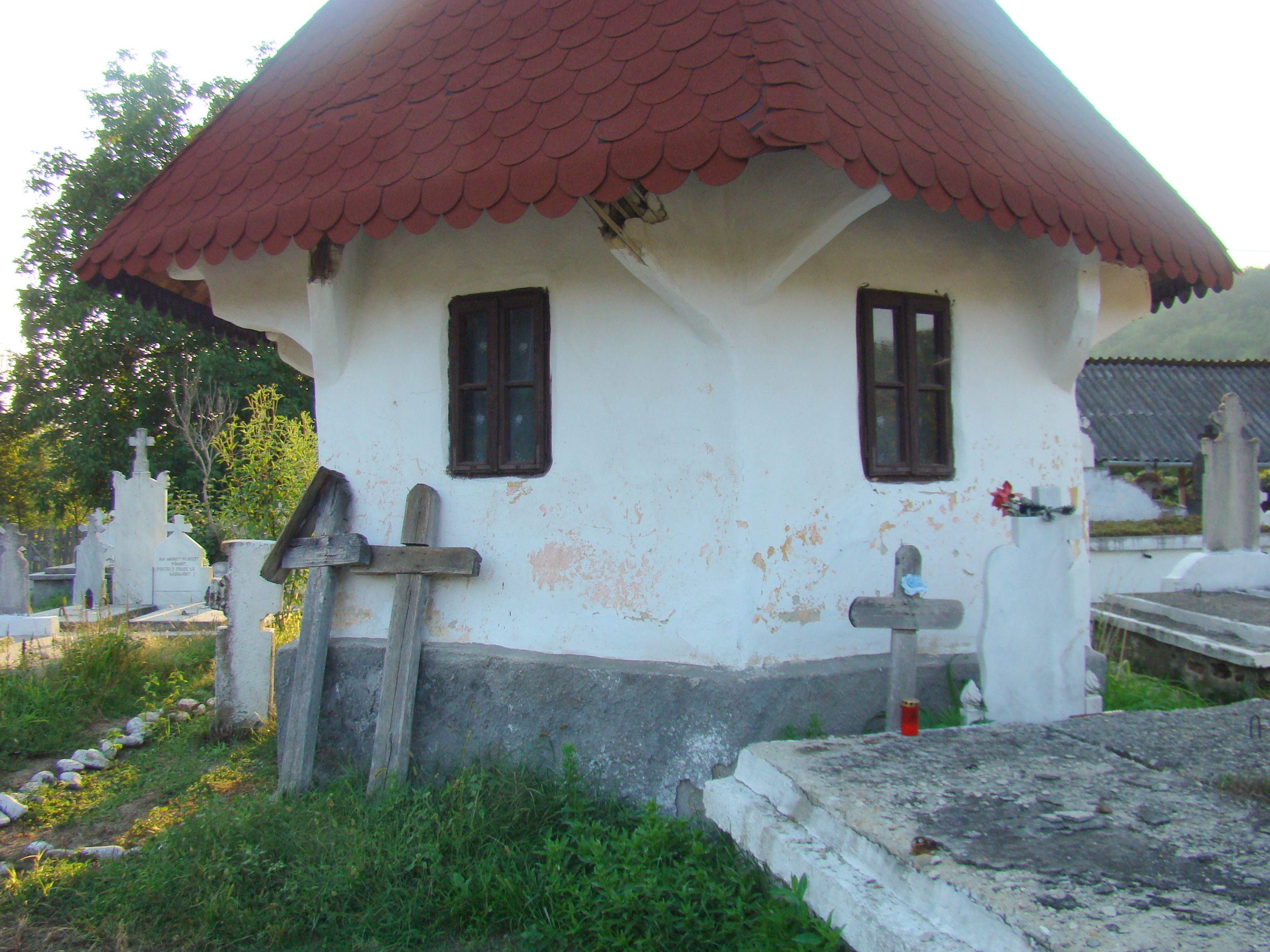
Absida altarului

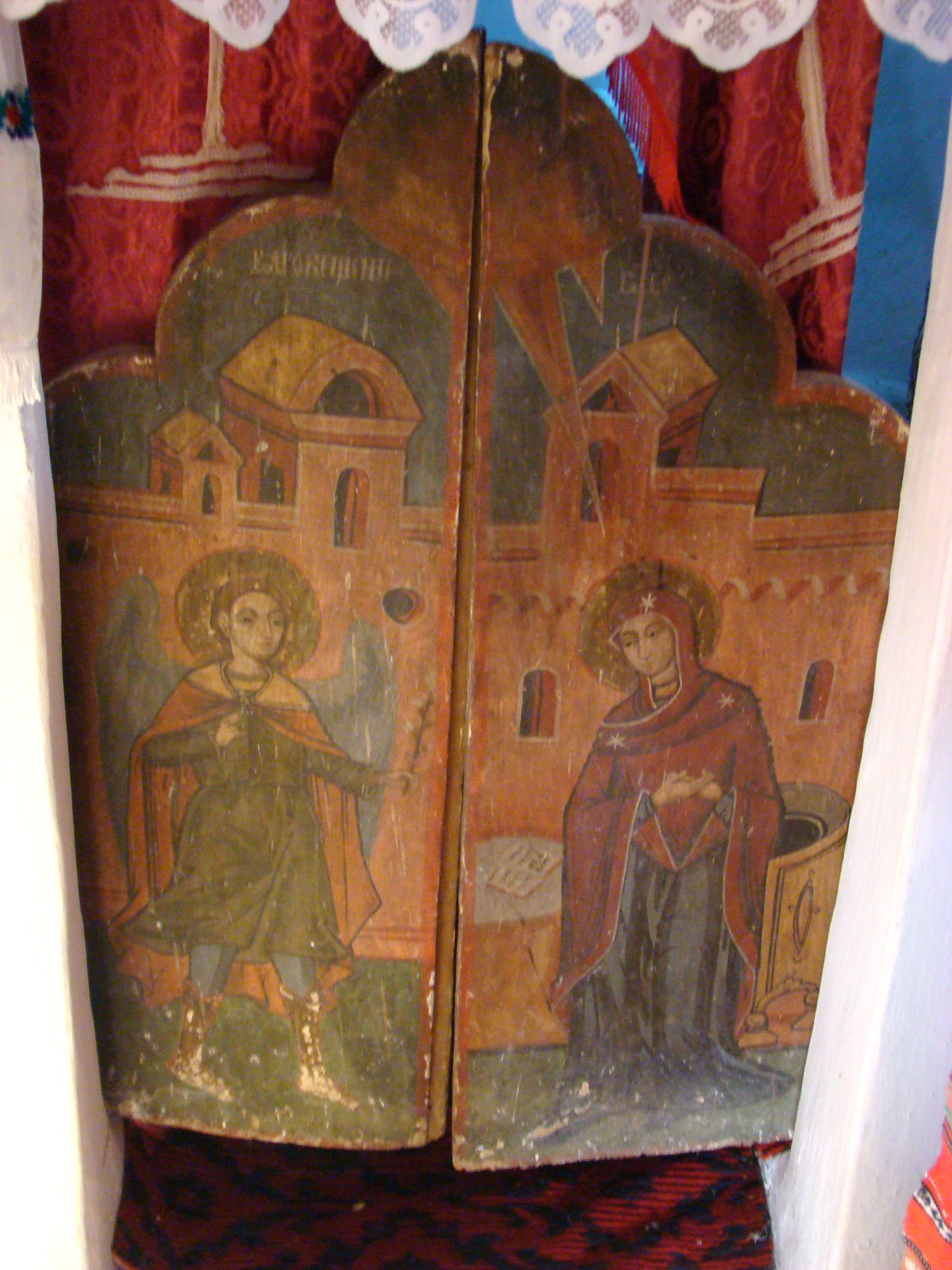
Uşile împărăteşti: Buna Vestire

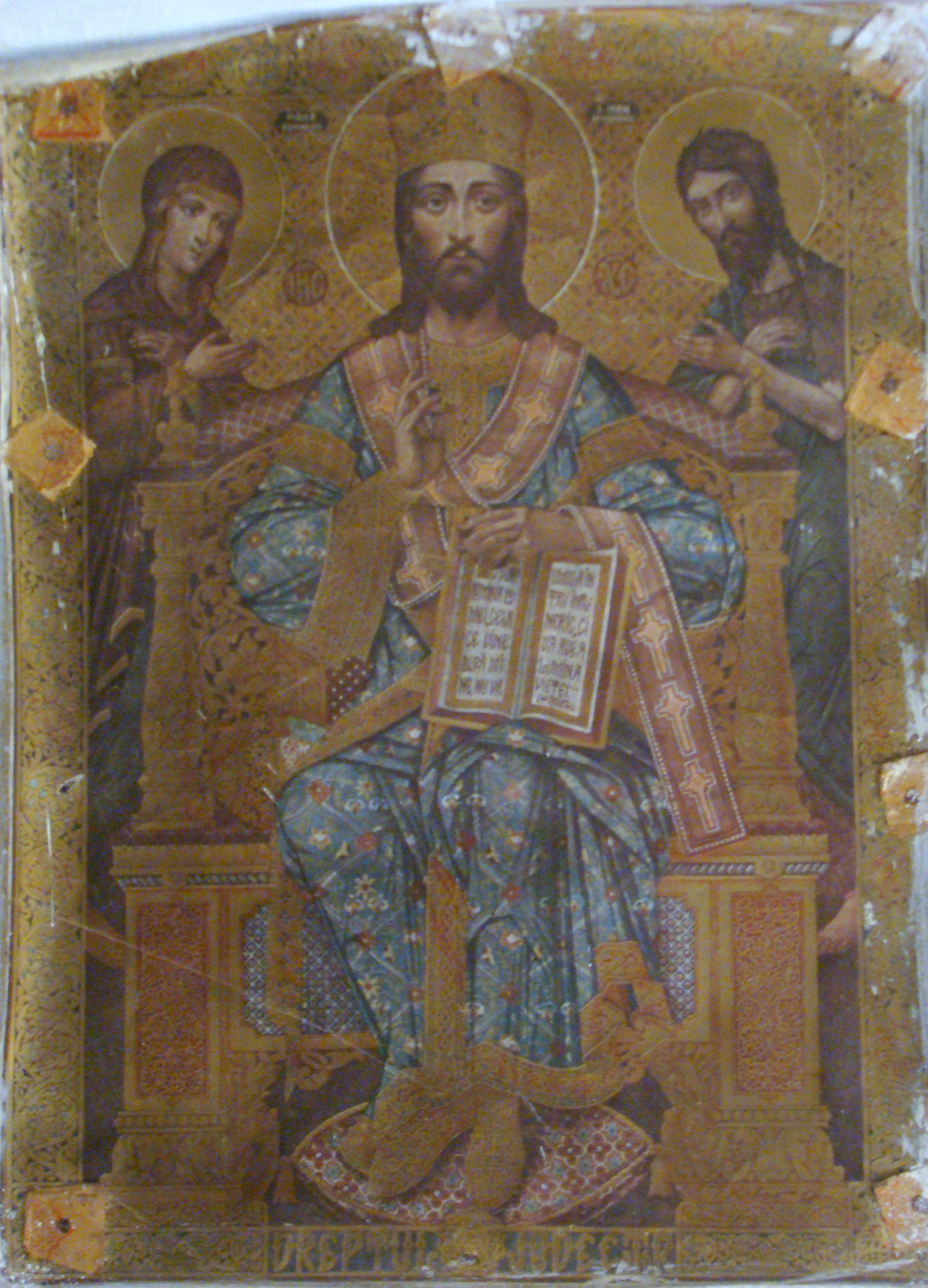
Iisus pe tron (cu picioare sub forma şerpilor)

Biserica de lemn din Ștefănești, oraș Târgu Cărbunești, județul Gorj, a fost construită în anul 1836. Are hramul „Sfântul Nicolae”. Biserica se află pe noua listă a monumentelor istorice sub codul LMI:  GJ-II-m-B-09404.

## Istoric și trăsături
Biserica se află în cătunul Ungurelu de Jos, fost sat de olari. Conform tradiției a fost strămutată în locul acesta, cu circa 200 de ani în urmă, din „Pârâul Larg” sau „Pârâul cu Paștele”, locul unde se aduna întreaga comunitate pentru prăznuire.
Forma tipologică constituie argumentul datării bisericii în veacul al XVII-lea. O navă dreptunghiulară de mici dimensiuni, 6,62 m/4,10 m, și un altar retras, poligonal, cu patru laturi, cu particularitatea arhaică a unghiului în ax (laturile în ax ale altarului având 1,94 m).
Vârsta mare a bisericii mai poate fi argumentată de peretele plin ce compartimentează nava și o icoană cu Nașterea Maicii Domnului, în stil brâncovenesc.
Acoperirea interioară cuprinde bolți semicilindrice peste pronaos, naos și altar, retrasă pe o bârnă cea din naos, intersectată de două fâșii curbe, cea a altarului.
Icoanele împărătești datează din prima jumătate a secolului al XIX-lea. Pentru pictura tâmplei, care cuprinde registrele obișnuite, semnează „Cosma” în „1836 martie 16”. Icoanele din pronaos au fost repictate, în anul 1888, de preotul Rafail.
Nu se cunoaște cu exactitate anul sfințirii bisericii. Inițial era acoperită cu șiță. În anul 1934 i s-a făcut o temelie de piatră și a fost tencuită în interior și în exterior. În anul 1952 i s-a construit o nouă clopotniță în locul celei vechi care se ruinase. 

## Imagini

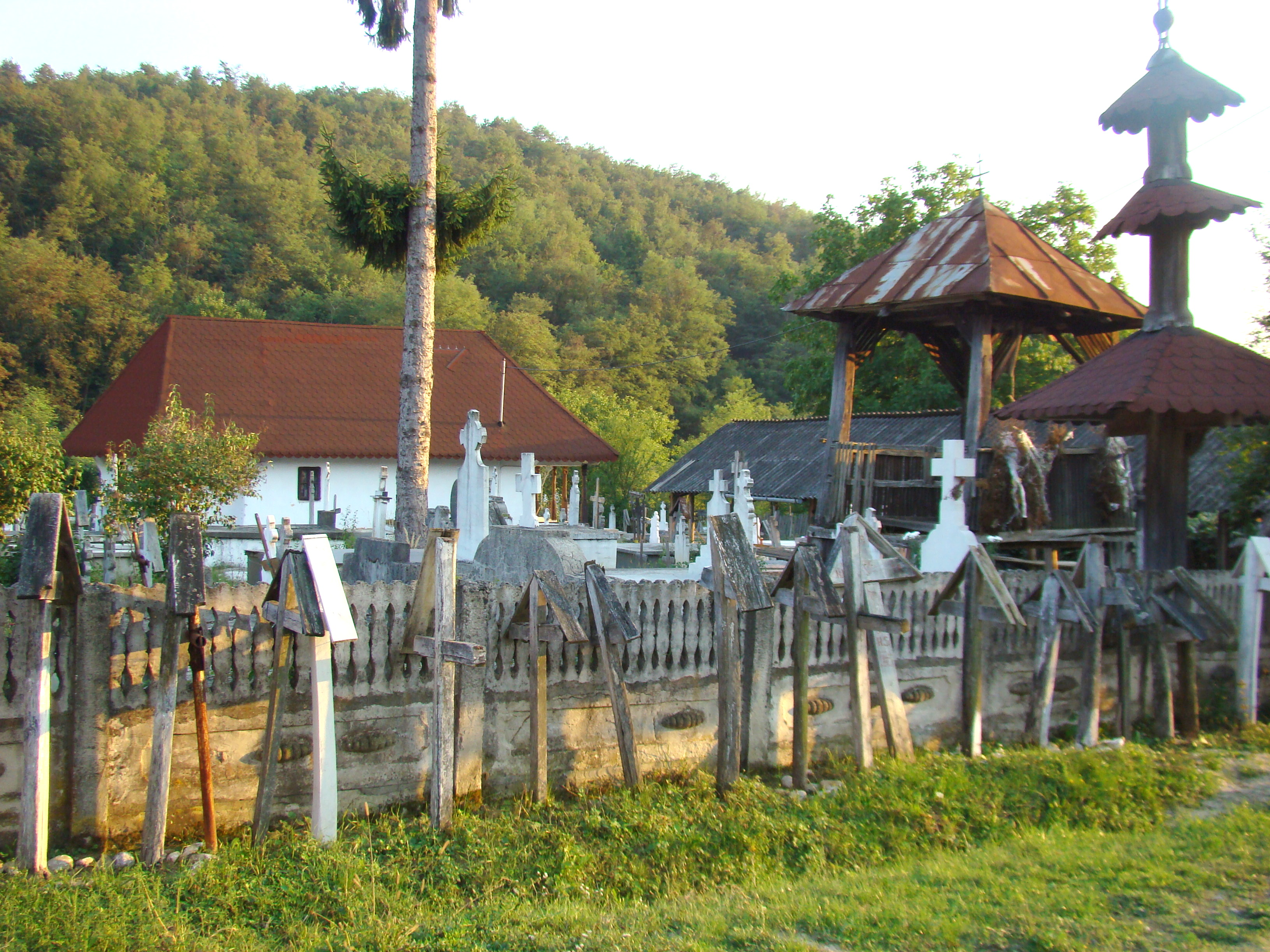
Biserica și clopotnița văzute din drum
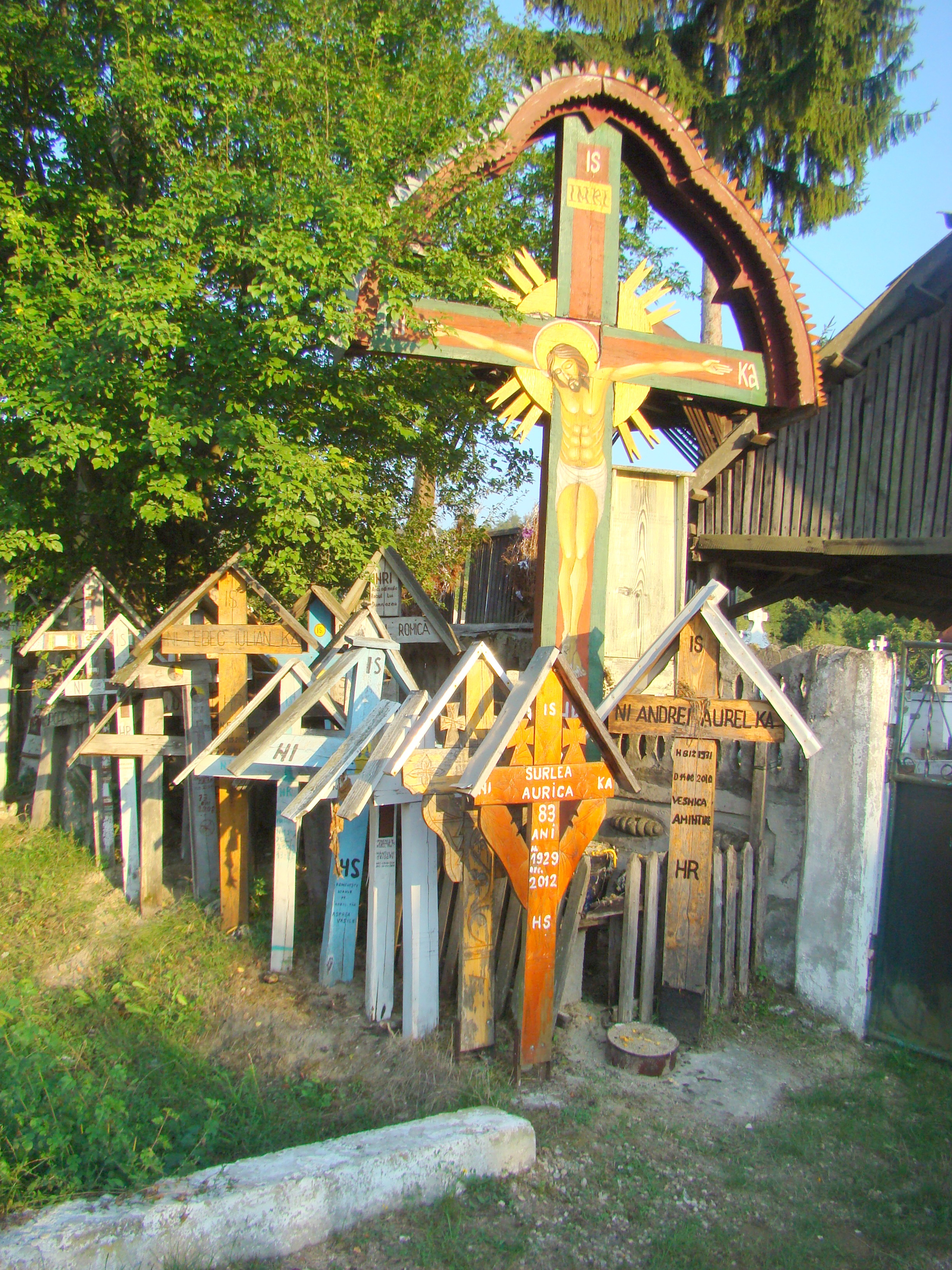
Troiţa
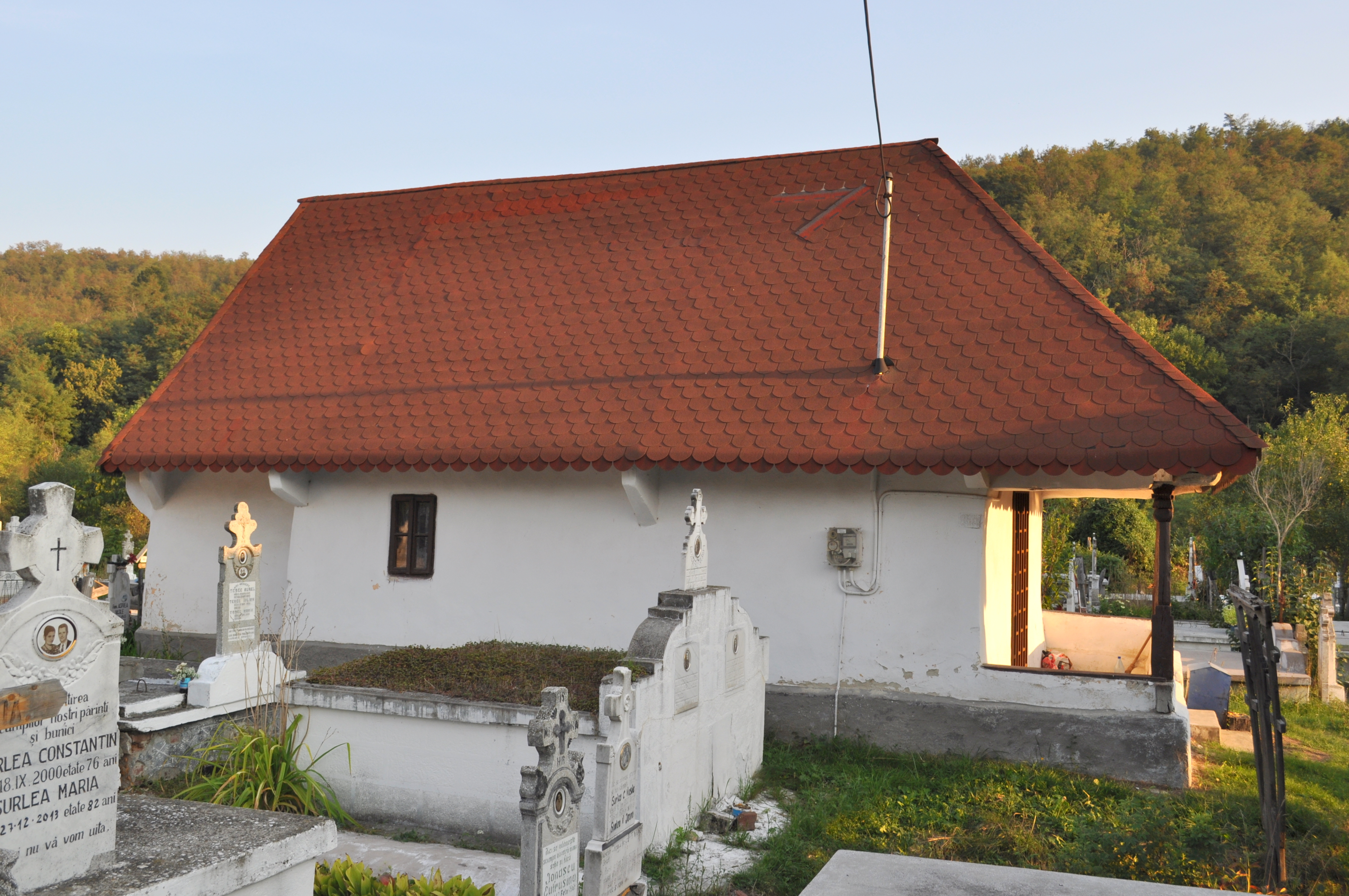
Biserica (nord)
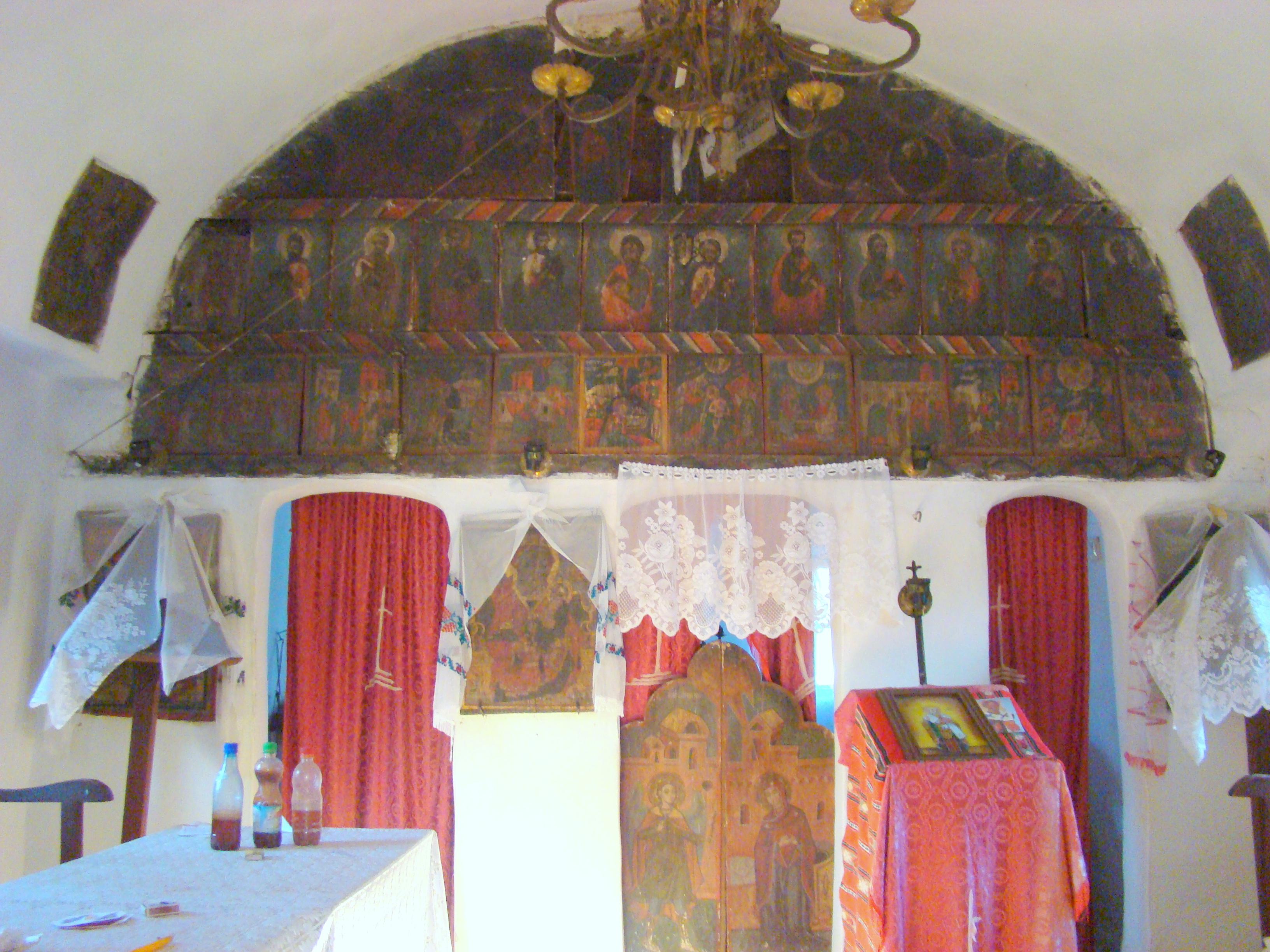
Iconostasul
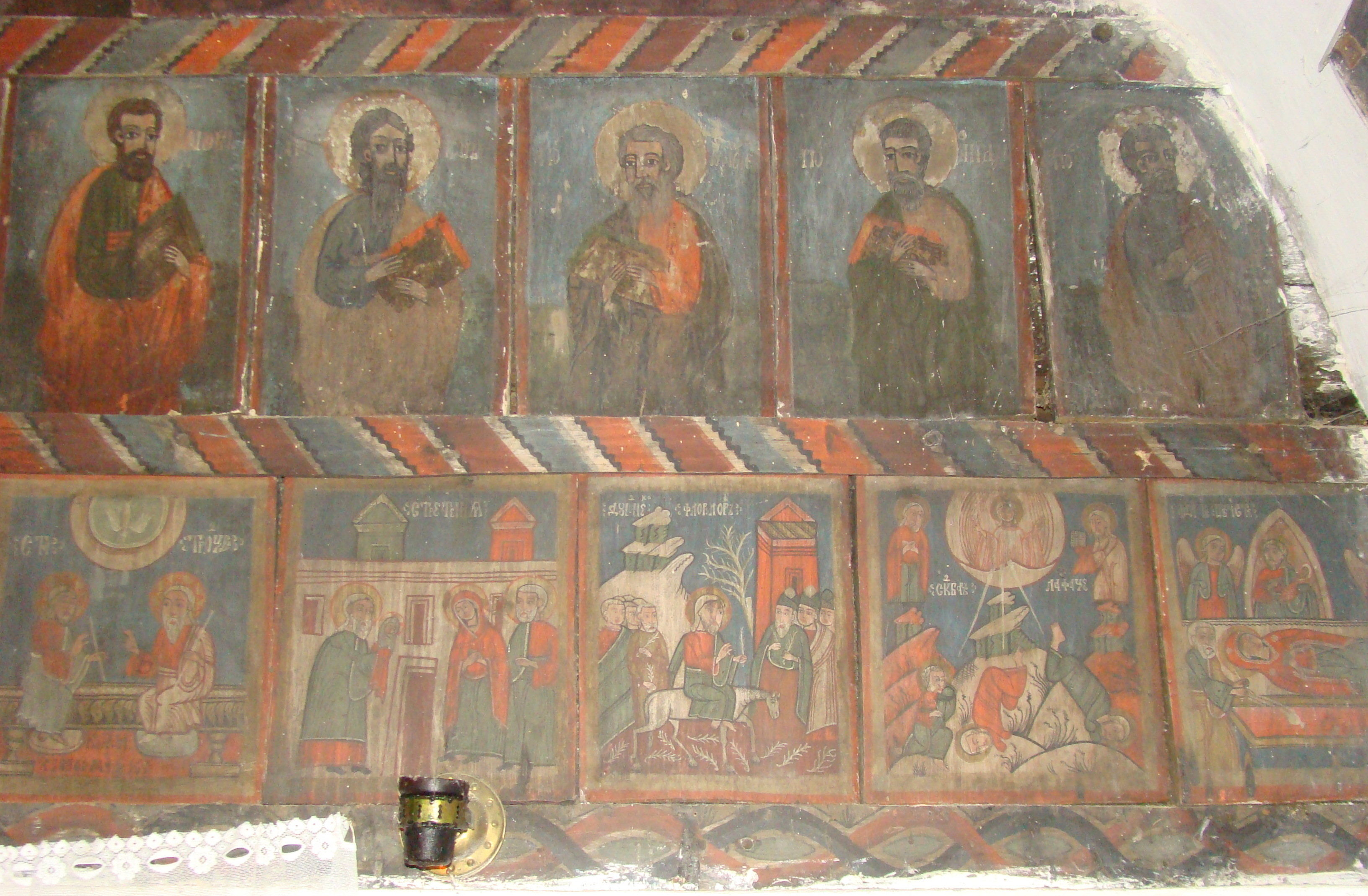
Partea dreaptă a tâmplei
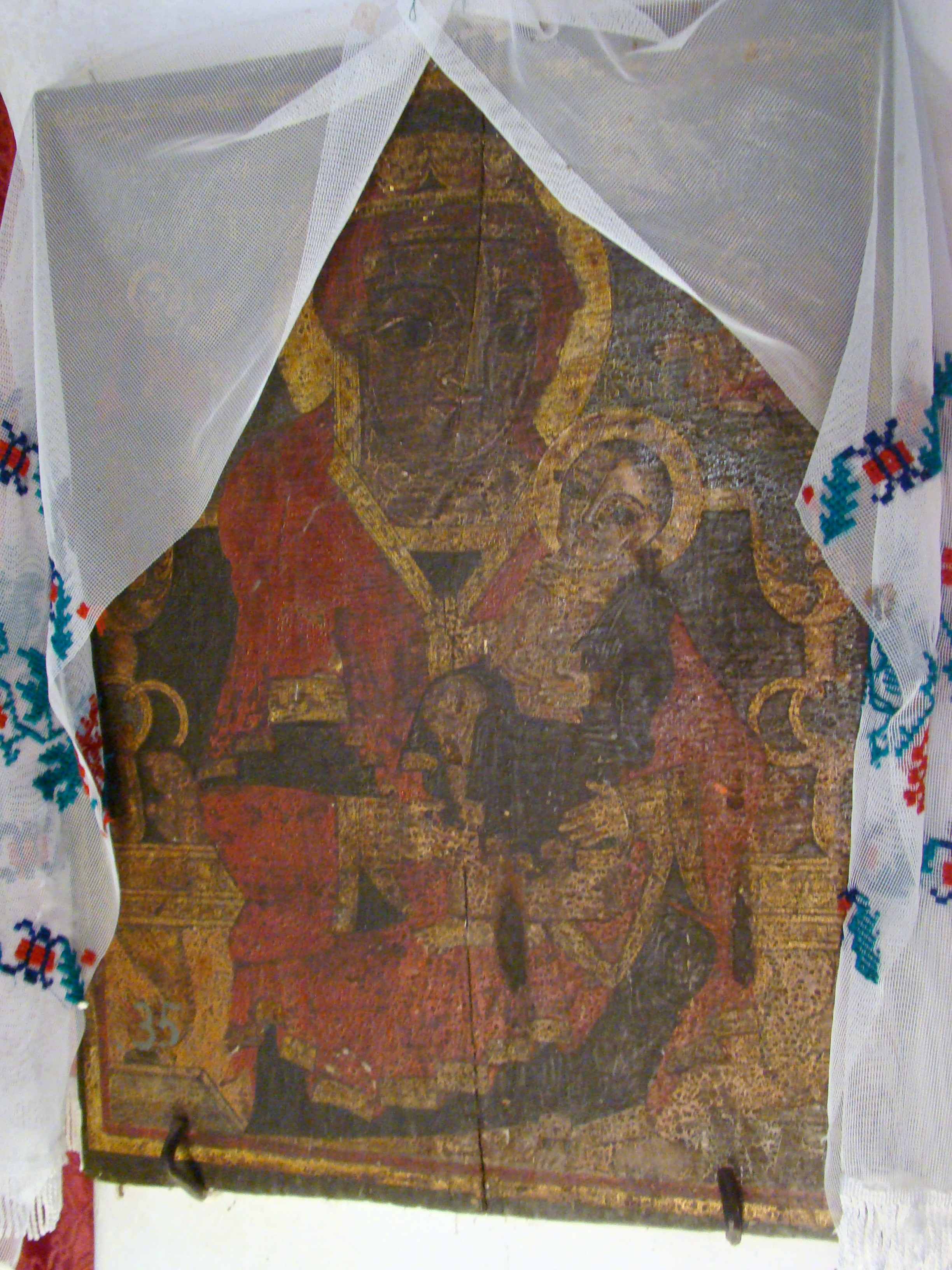
Maria cu Pruncul
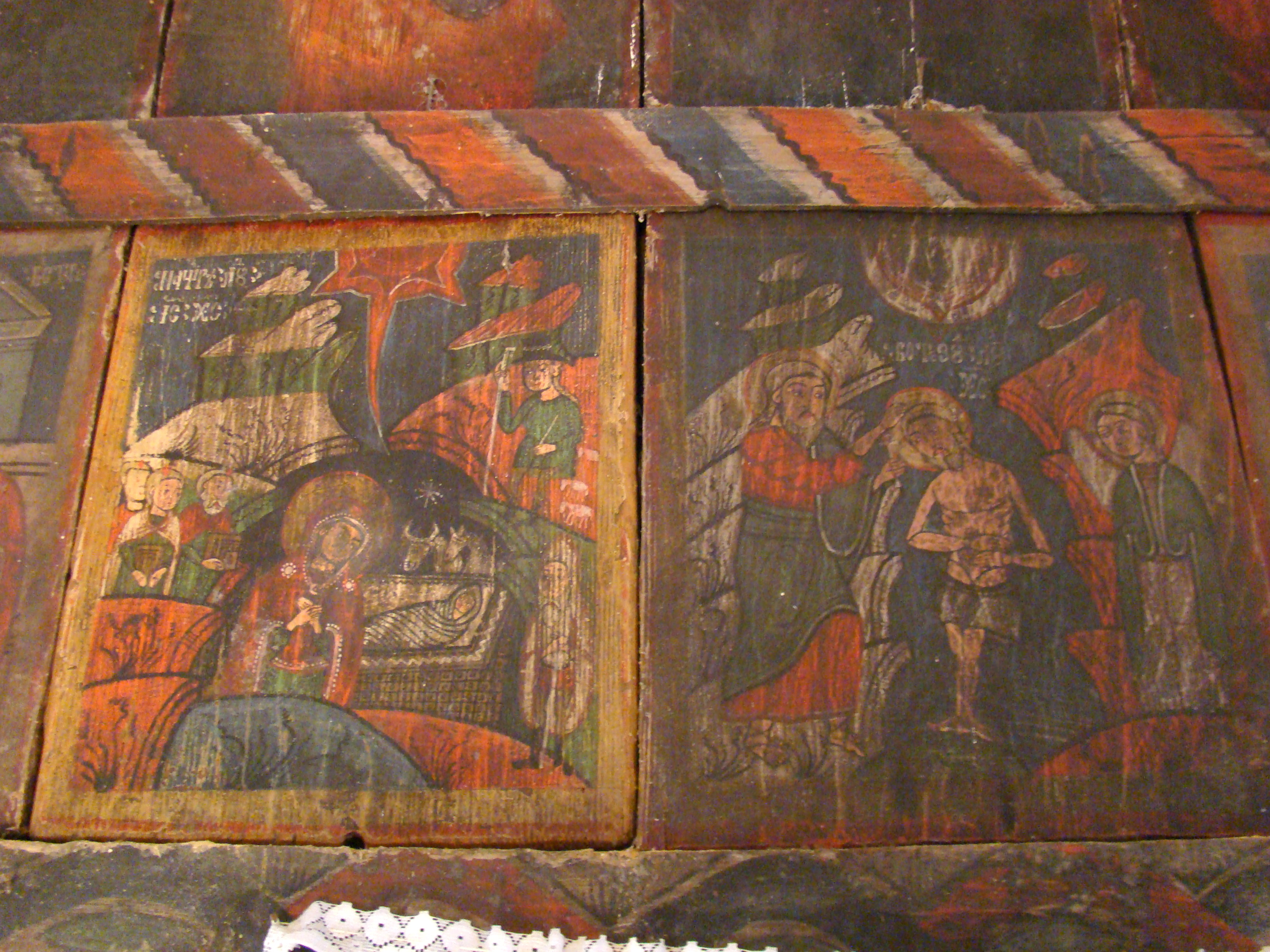
Icoane din registrul praznicelor
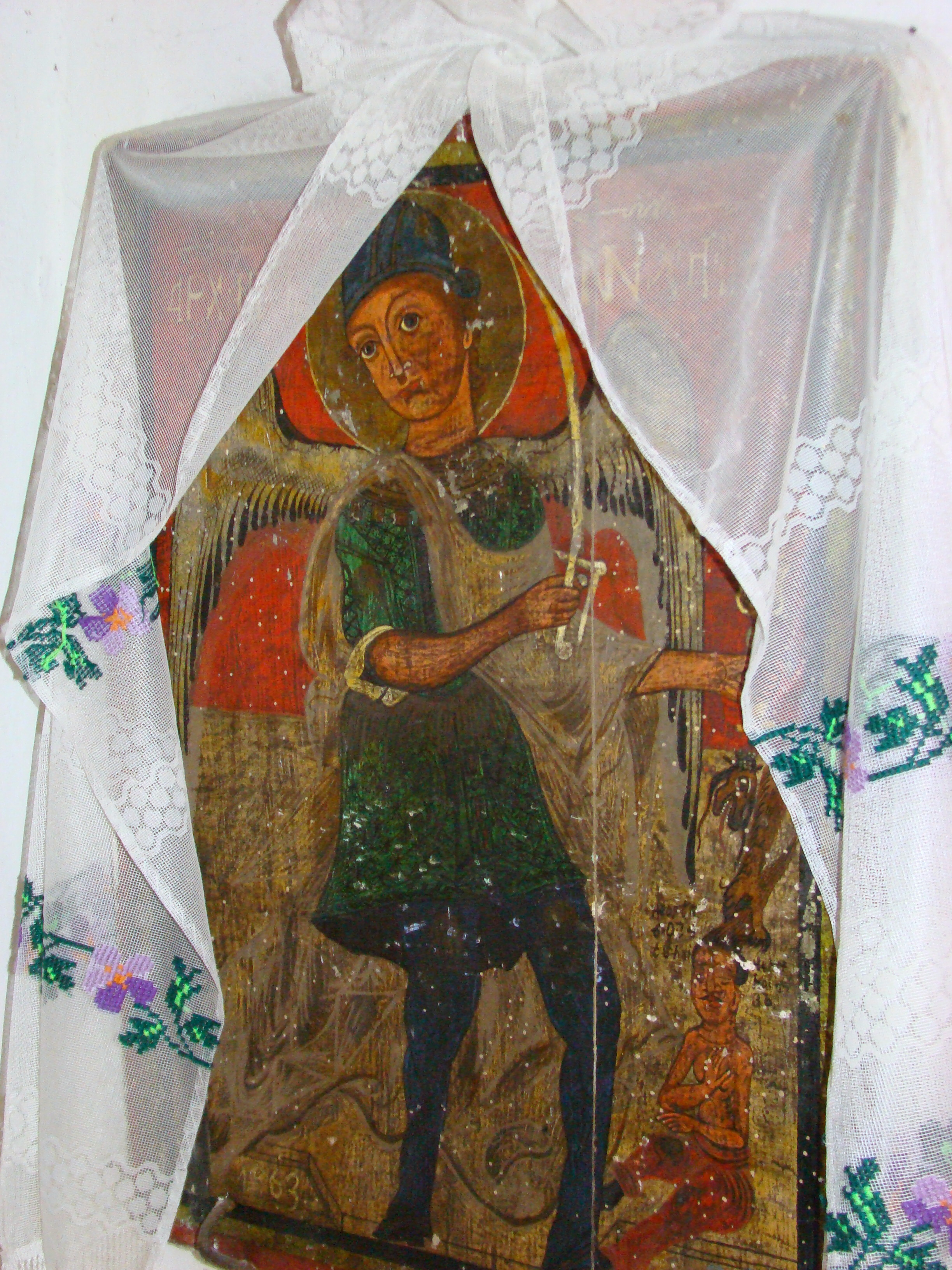
Icoană împărătească: Arhanghelul Mihail
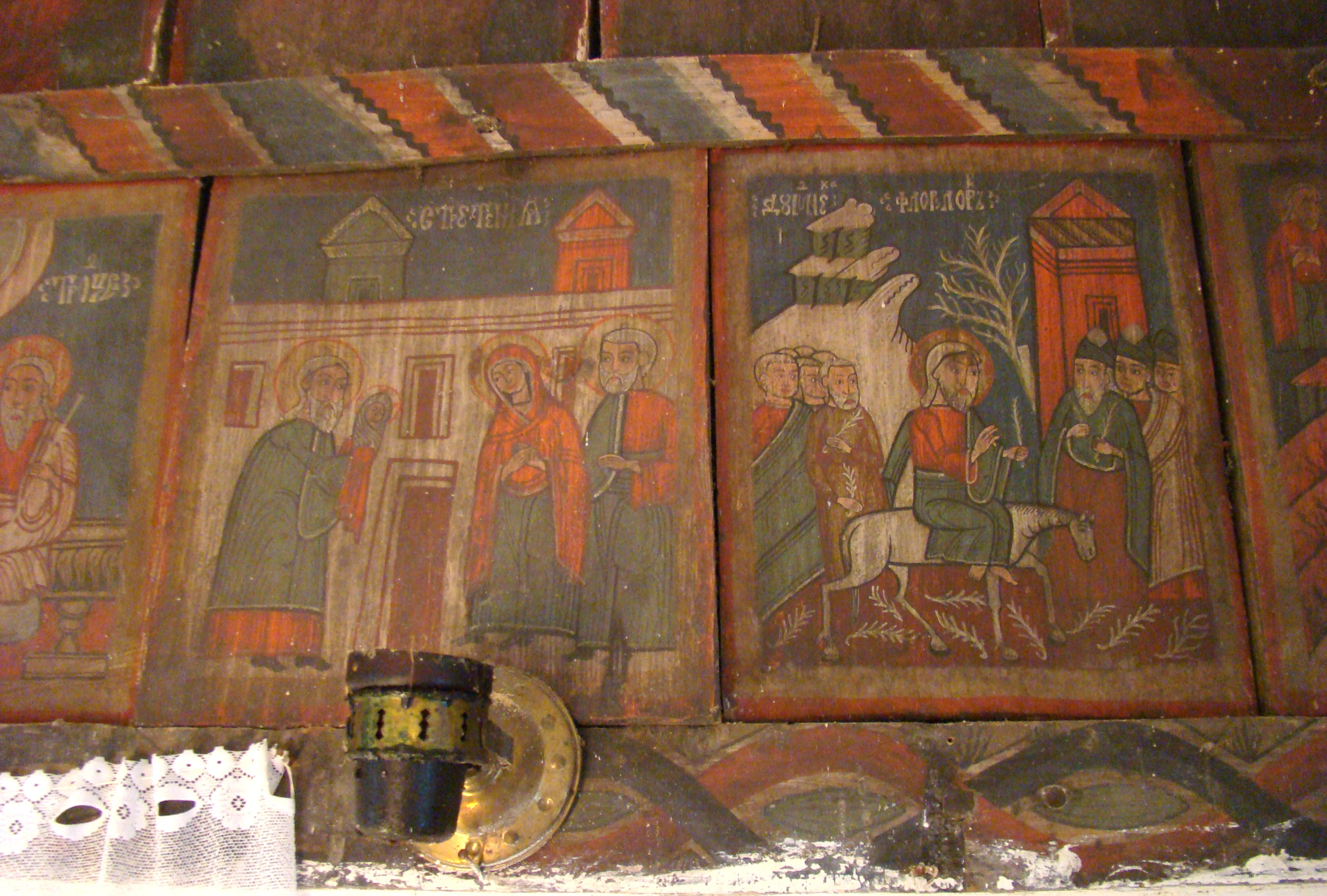
Icoane din registrul praznicelor
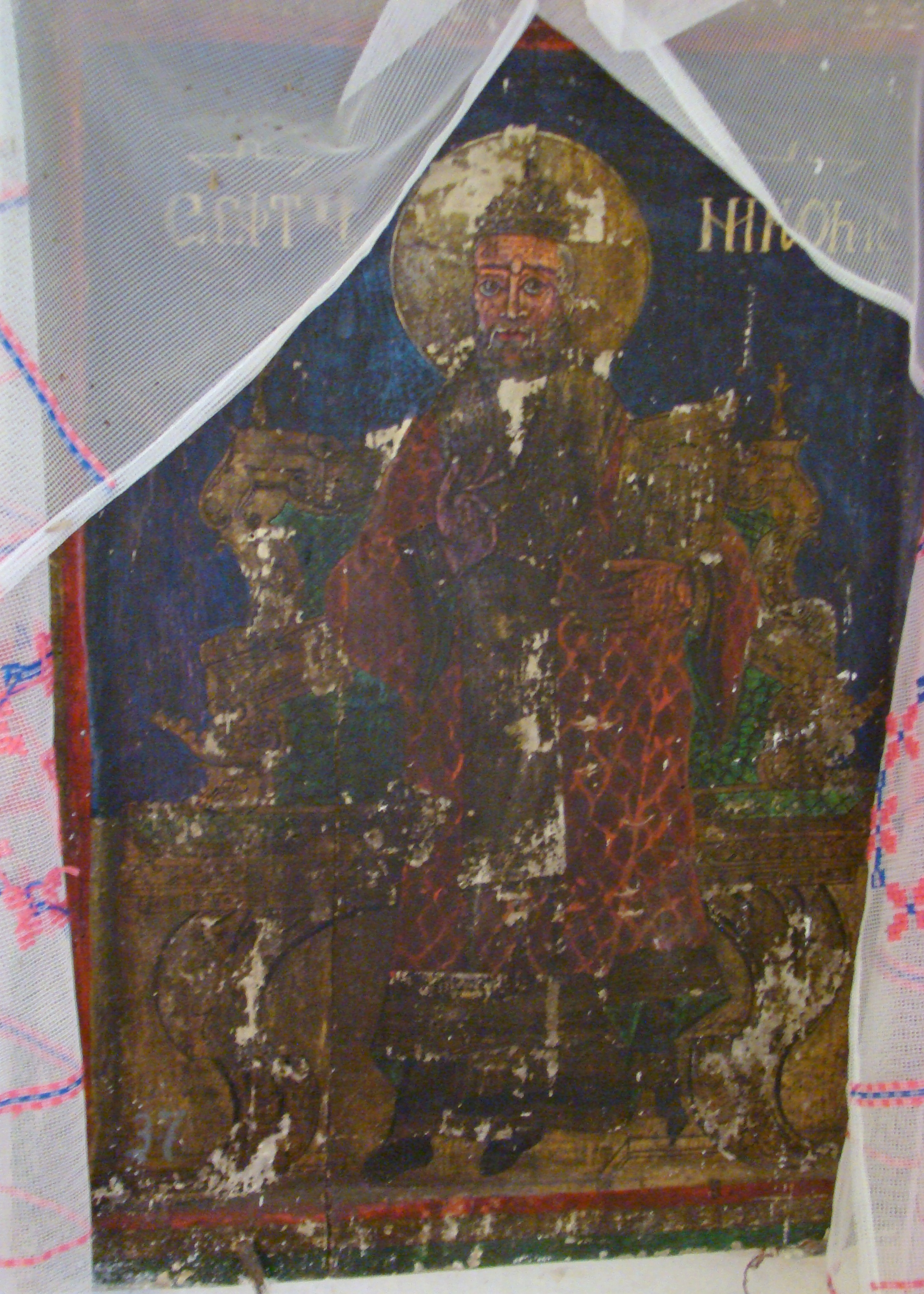
Icoana de hram
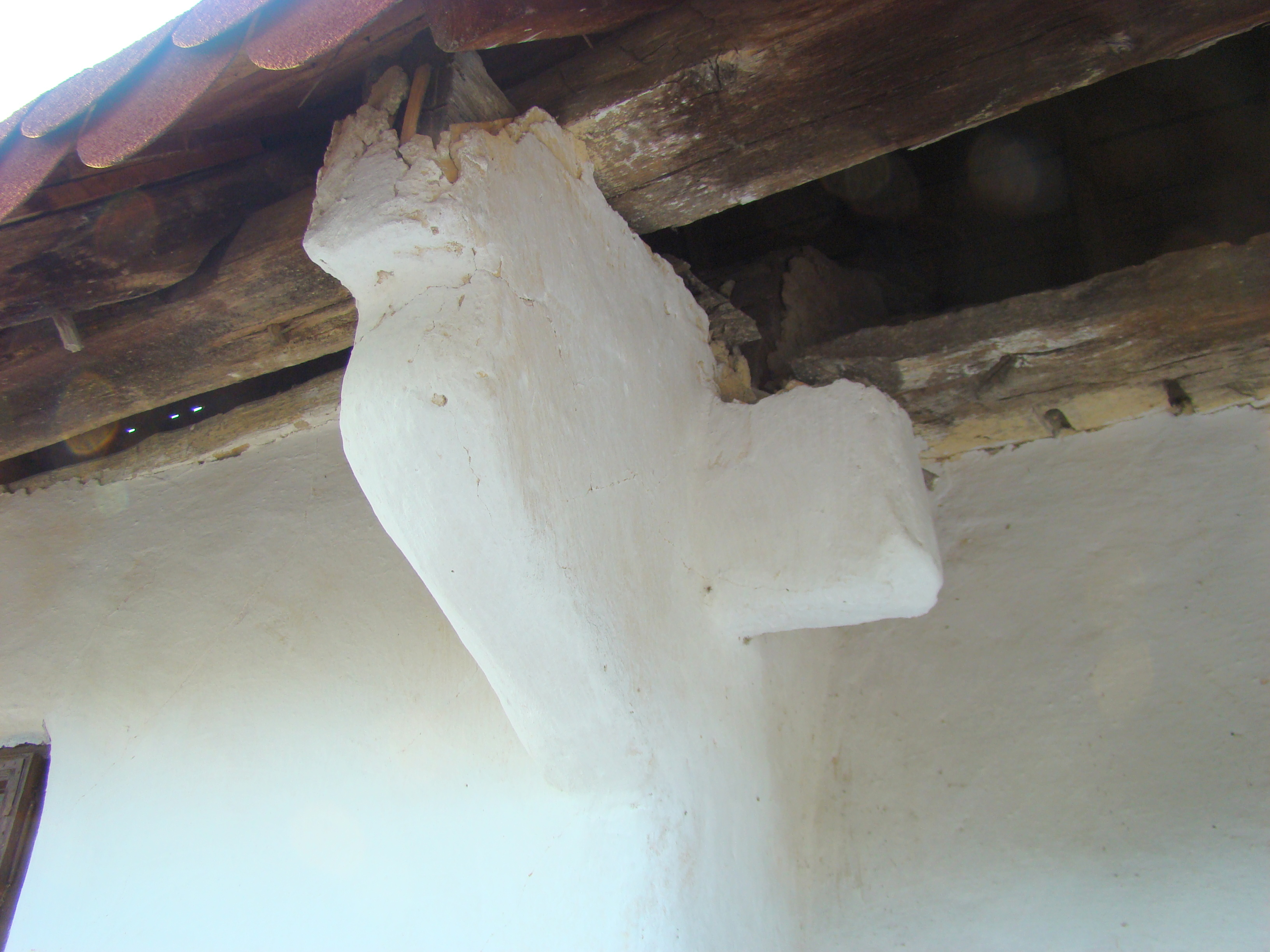
Console
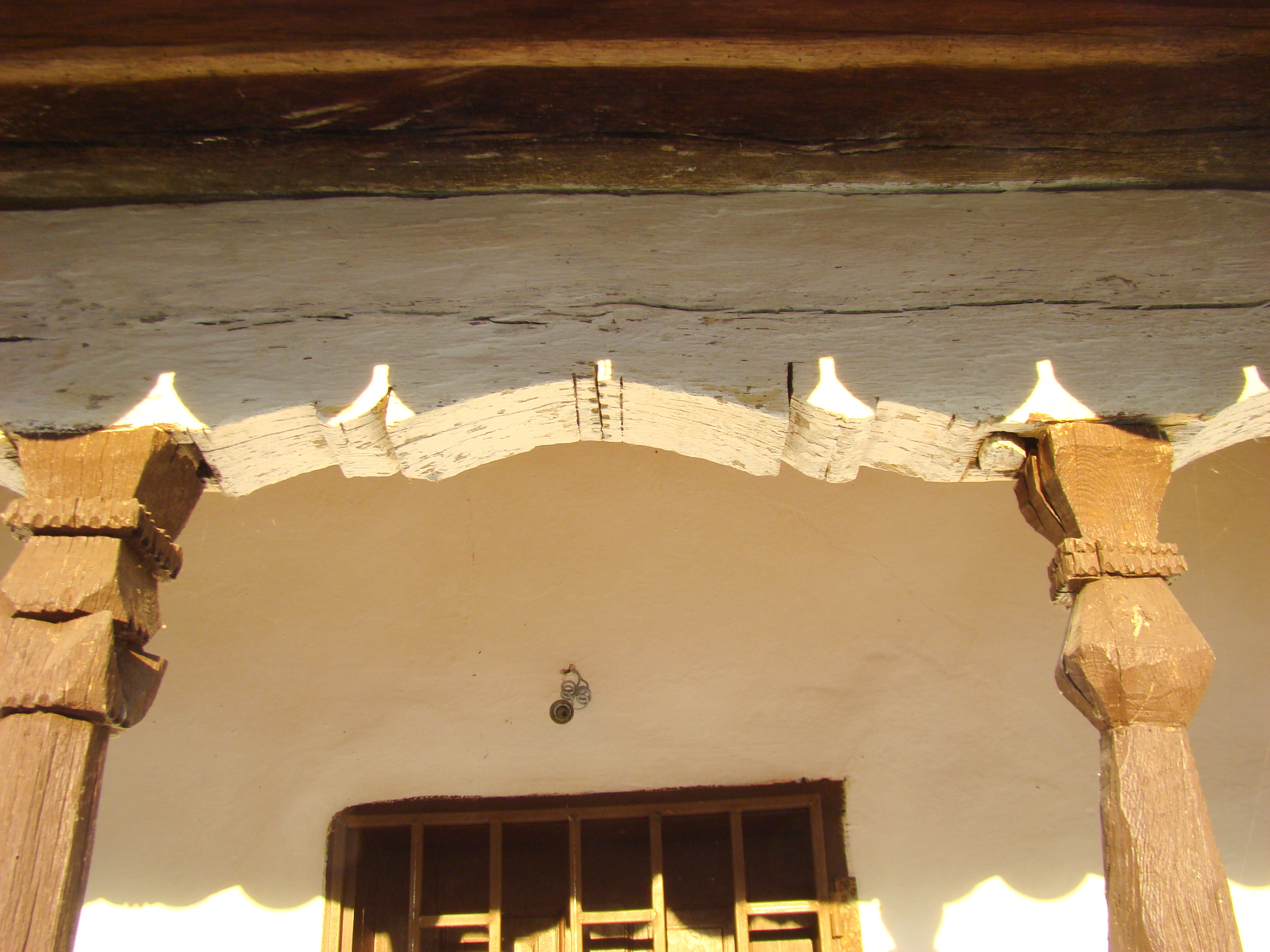
Fruntar şi stâlp la prispă
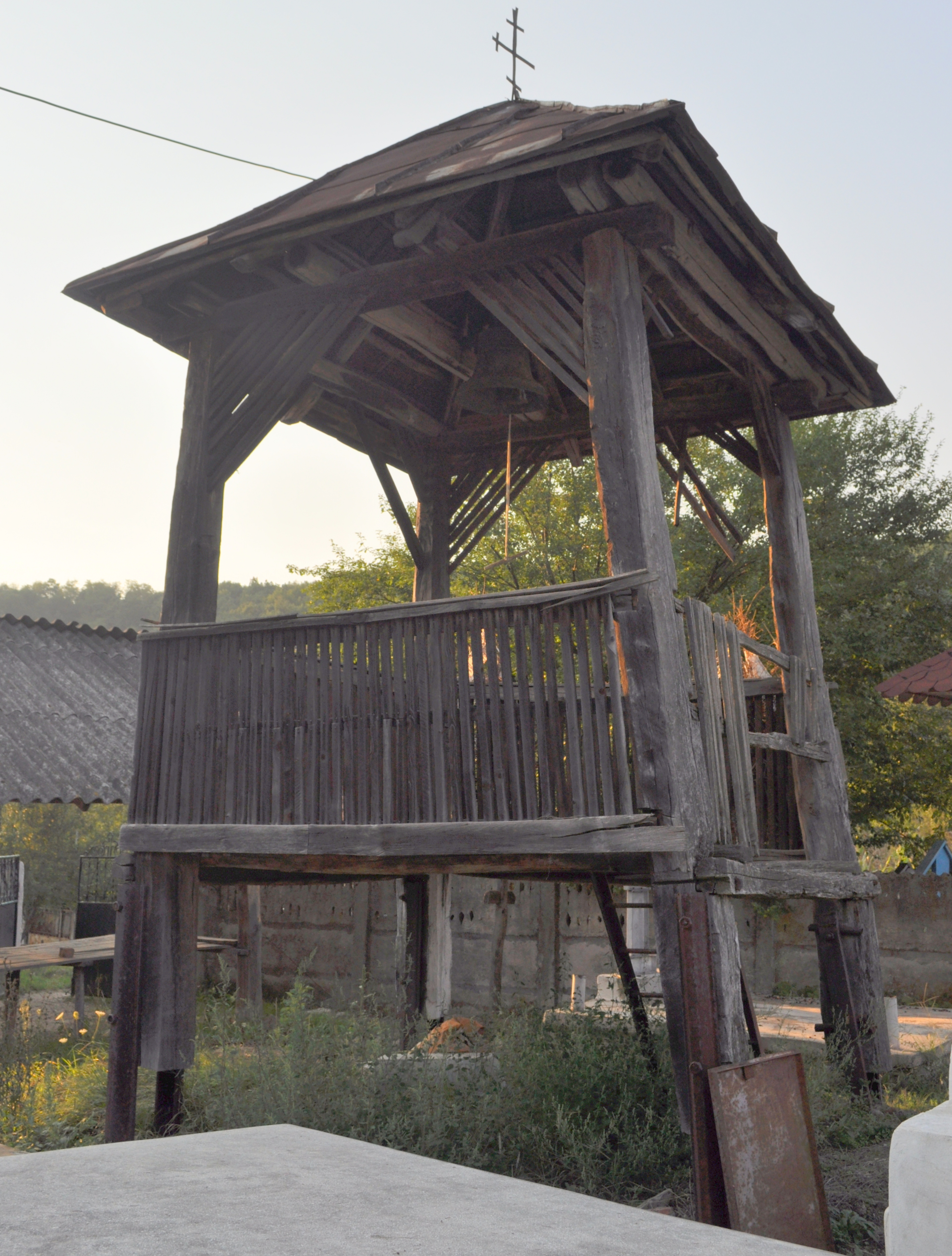
Clopotniţa
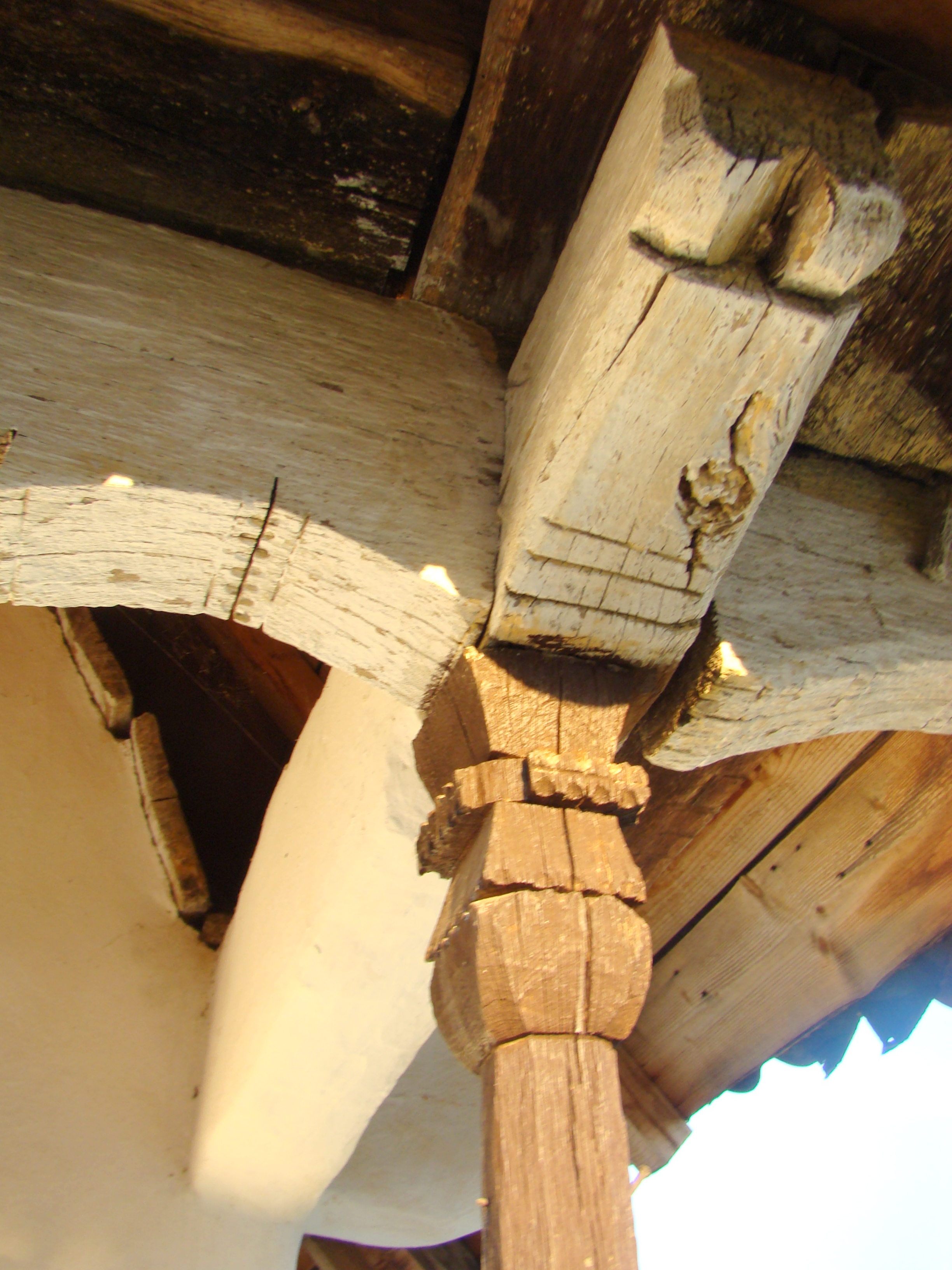
Stâlp ornamentat la prispă
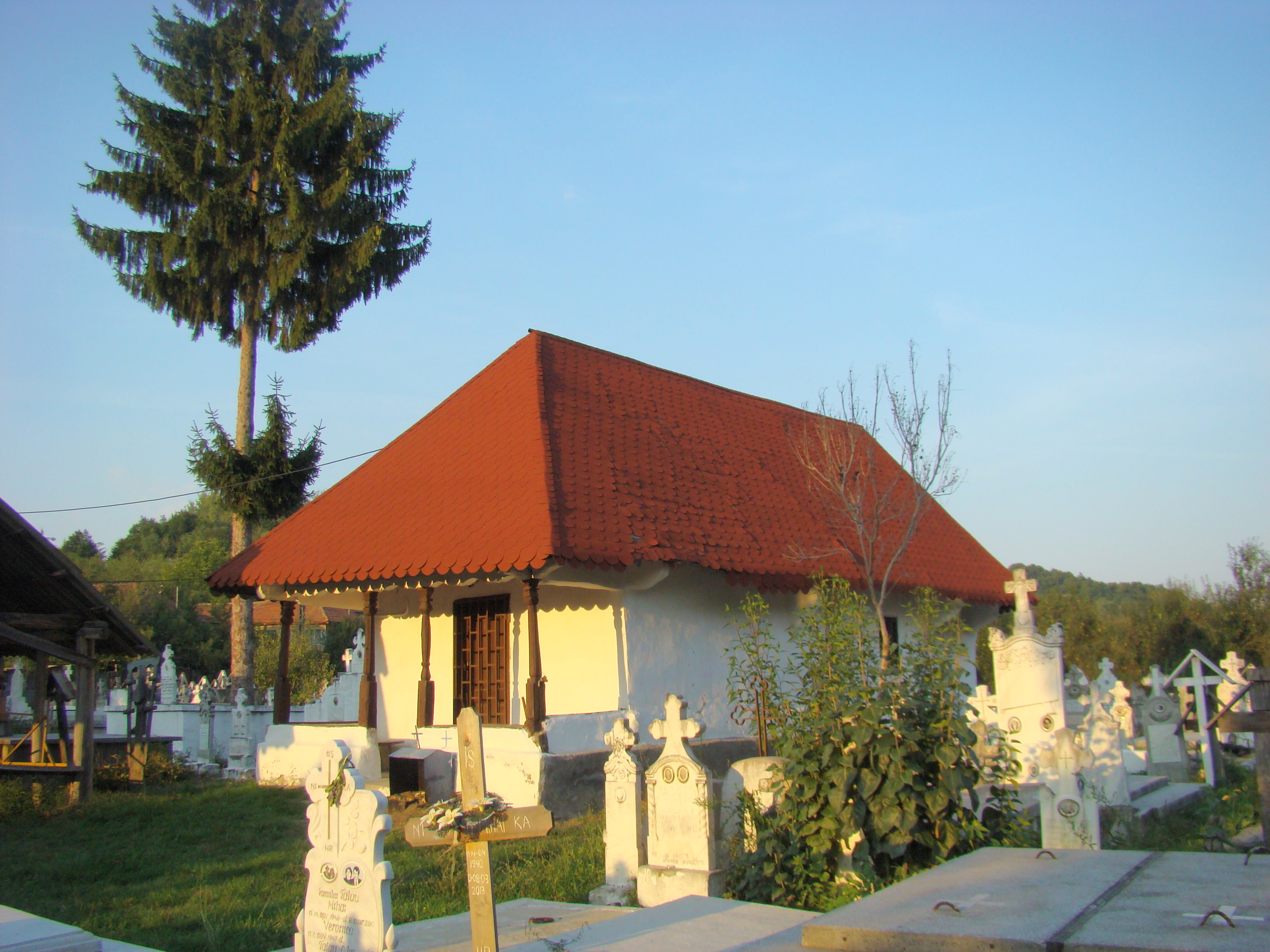
Biserica (sud-vest)
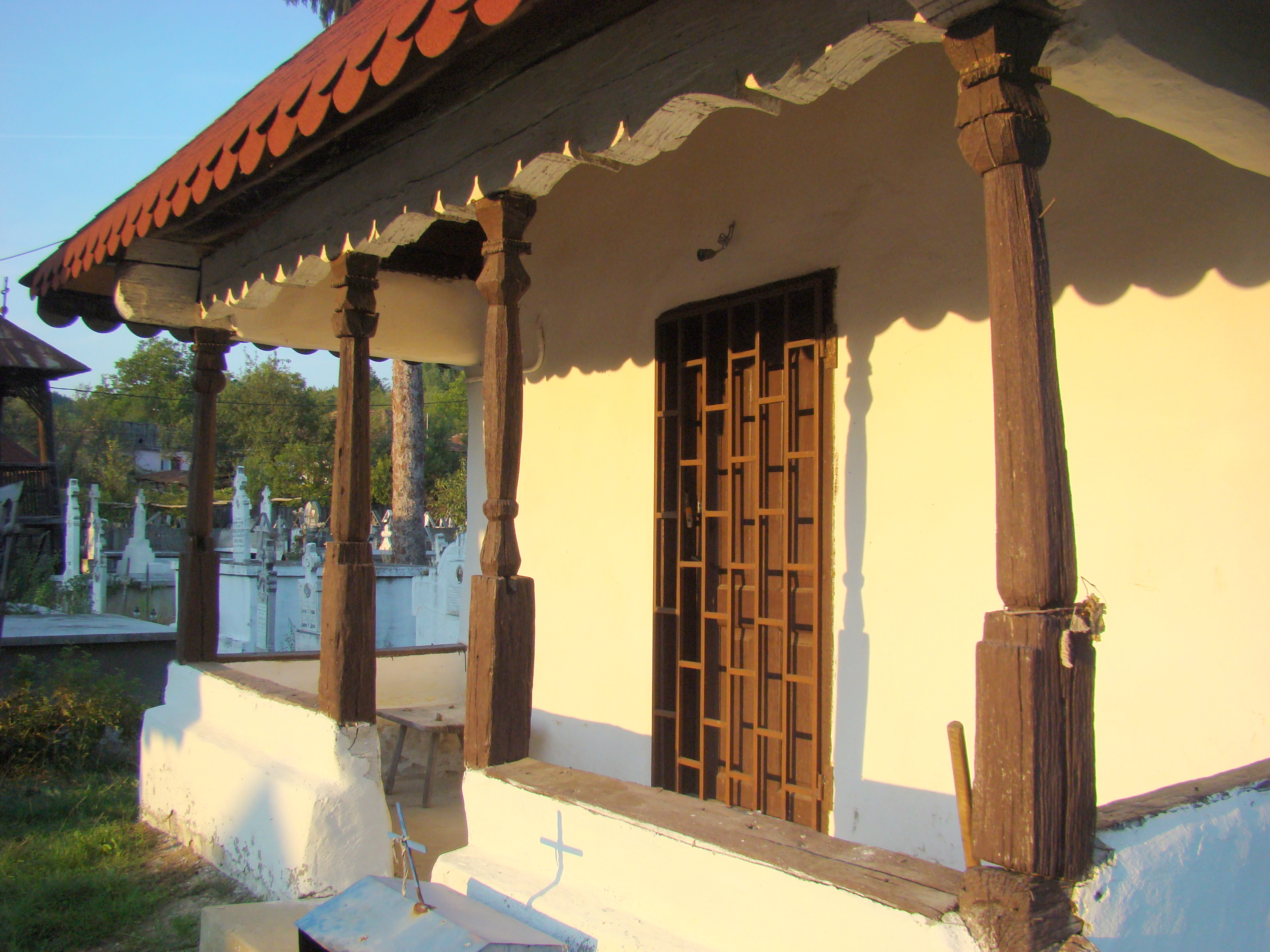
Prispa (vedere din lateral)
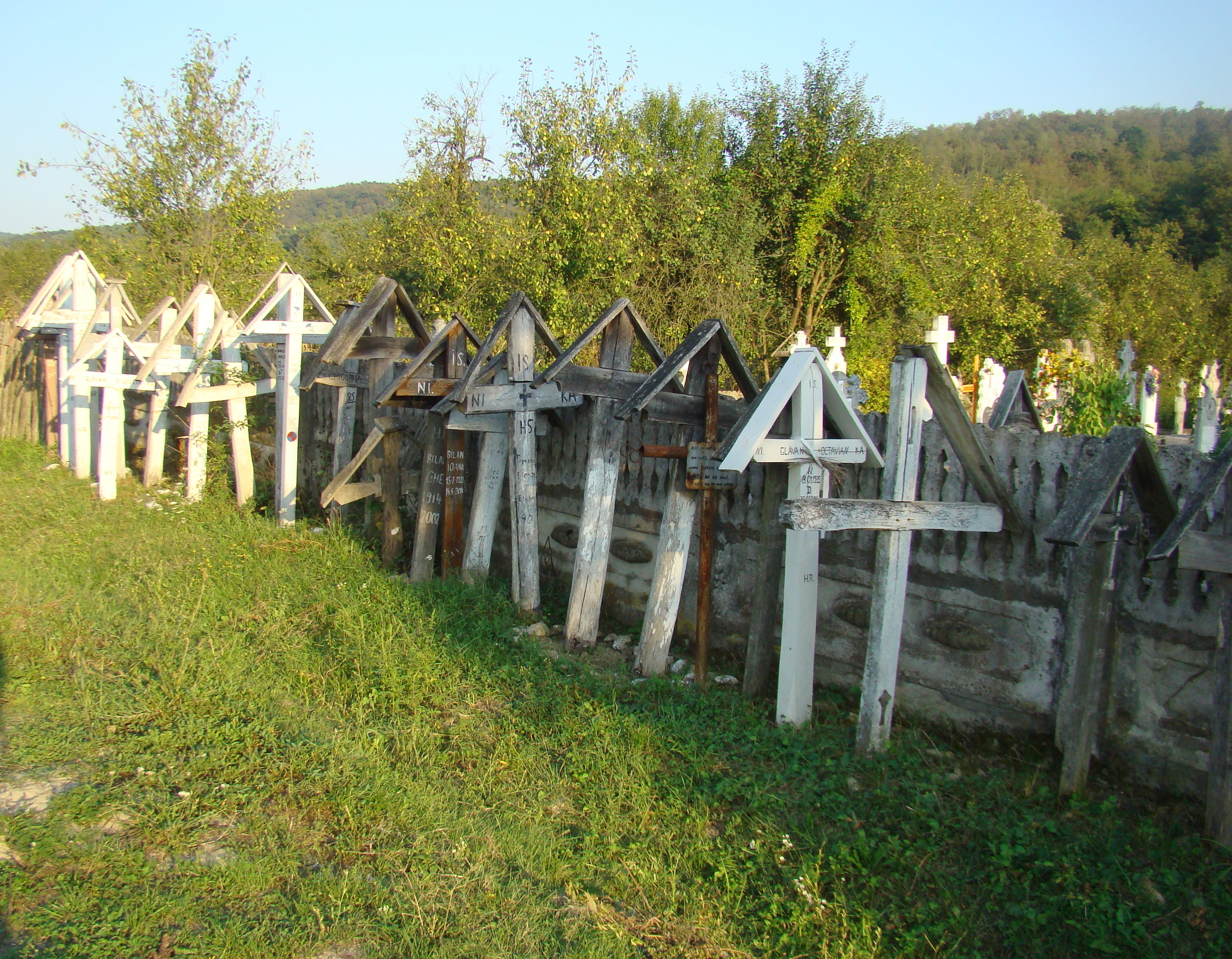
Cruci rezemate de gardul bisericii
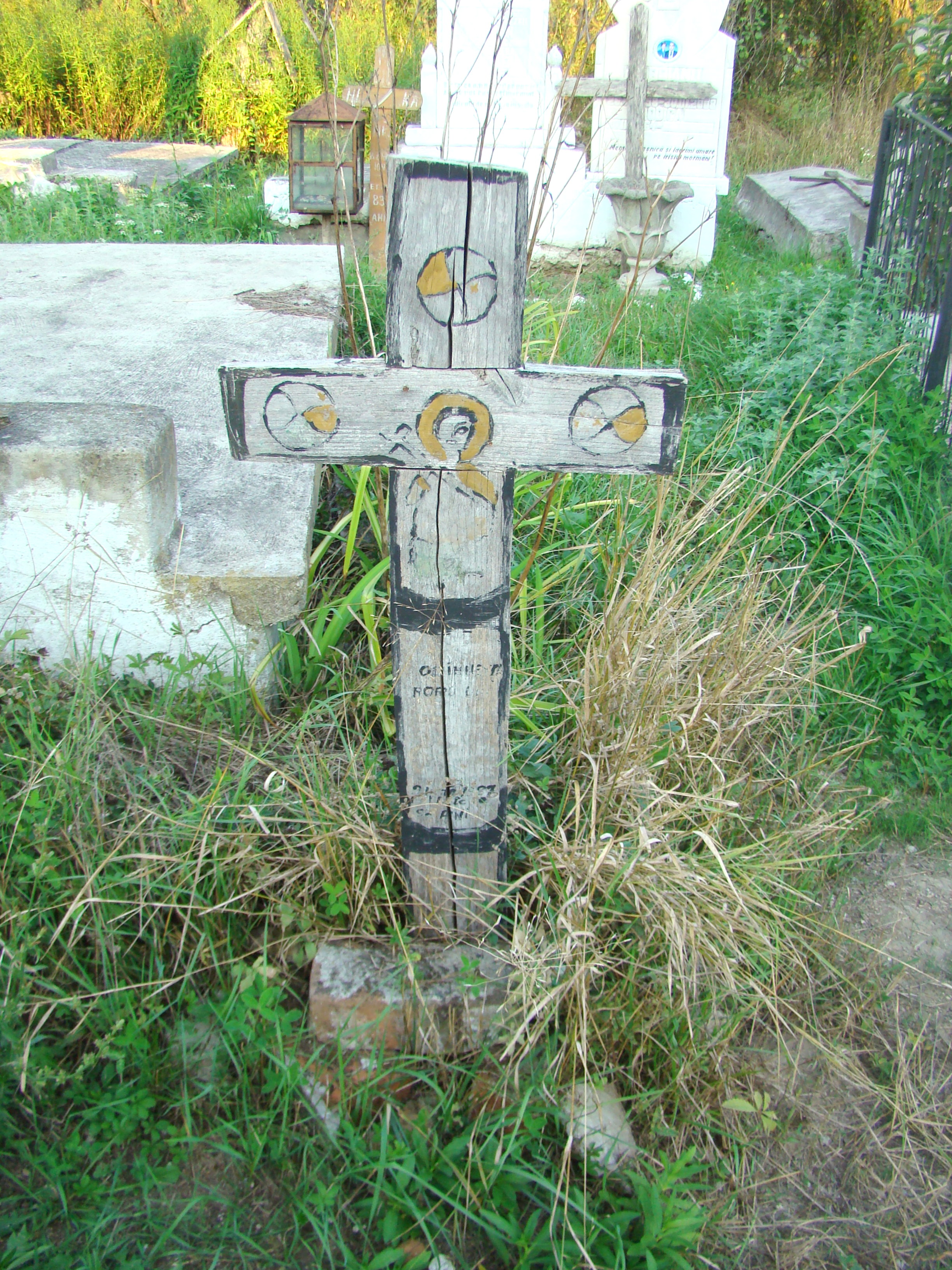
Cruce de lemn pictată
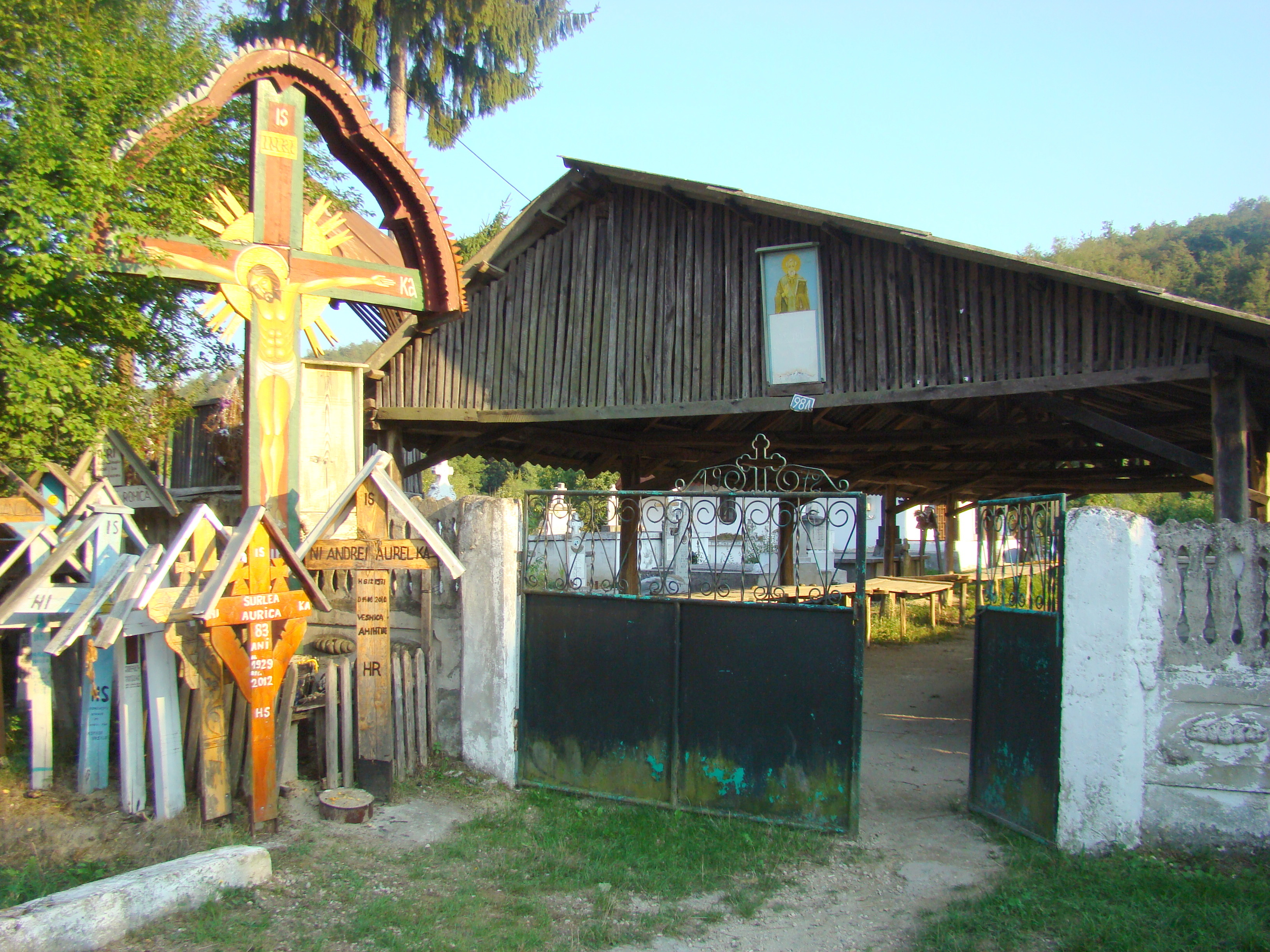
Poarta de acces în curtea bisericii